# Henry Whitney Bellows

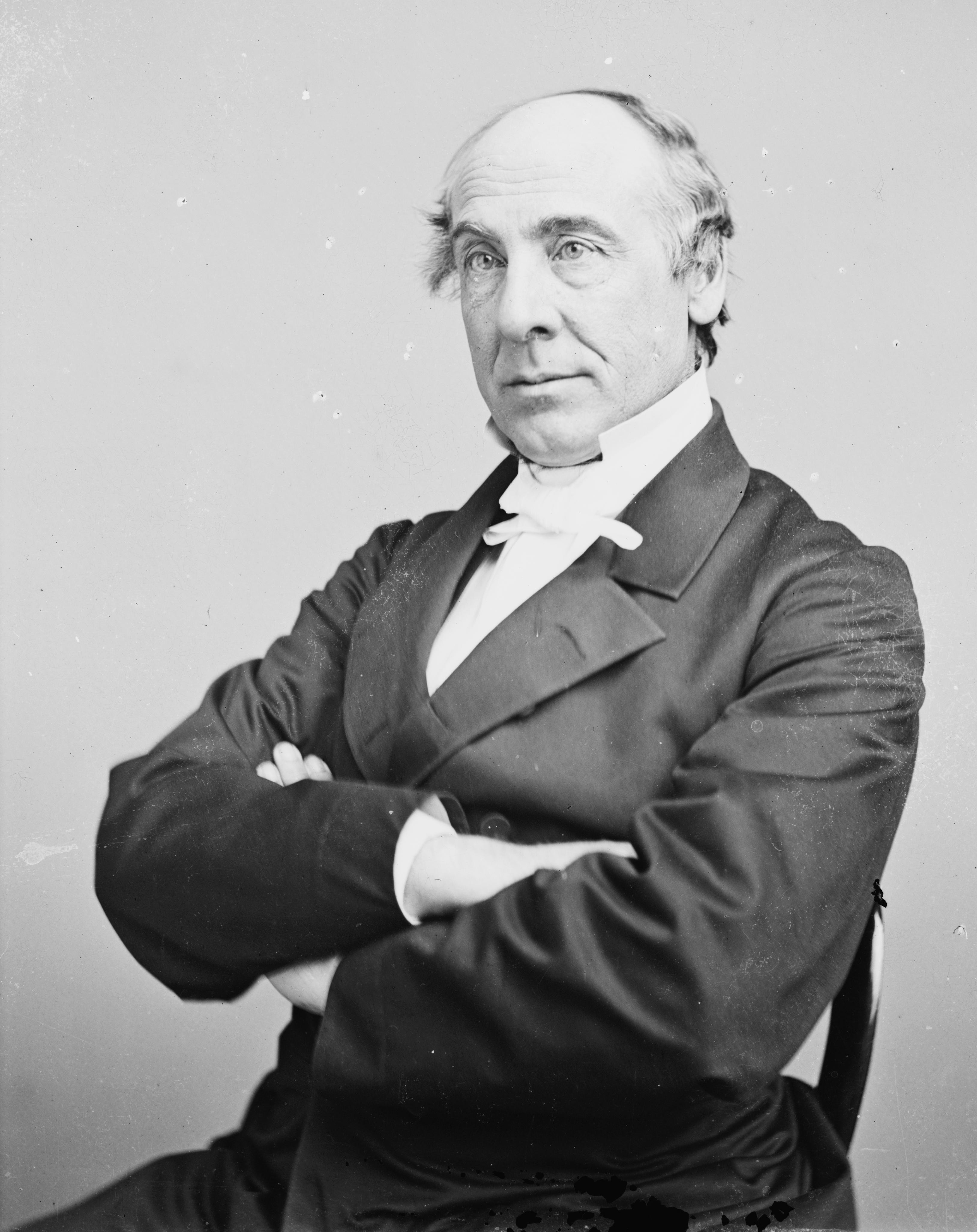
Henry Whitney Bellows

Henry Whitney Bellows (* 11. Juni 1814 in Boston, Massachusetts; † 30. Januar 1882 in New York City) war ein US-amerikanischer Geistlicher.

## Leben
Henry Whitney Bellows studierte bis 1832 am Harvard College und von 1834 bis 1837 an der Harvard Divinity School in Cambridge Theologie, war dann kurzzeitig von 1837 bis 1838 Pastor in Mobile (Alabama) und wirkte anschließend von 1839 bis zu seinem Tod als Pfarrer der ersten Kongregationalisten- oder Unitarierkirche in New York City, der heutigen Unitarian Church of All Souls. Dort erwarb er sich hohes Ansehen als Kanzelredner und Vortragender und war einer der Hauptgründer des unitarischen Wochenblatts Christian Inquirer, für das er von 1846 bis 1850 schrieb.
Bellows gehörte der liberalen, mehr rationalistischen Richtung der US-amerikanischen Theologen an. Er war nicht nur ein Redner von bedeutendem Ruf und ein anerkannter Führer der Unitarischen Kirche der Vereinigten Staaten, sondern auch Verfasser zahlreicher Gelegenheitsschriften verschiedenen (besonders staatswirtschaftlichen und sozialen) Inhalts. Auch hielt er an dem Lowell Institute in Boston eine Reihe beachtenswerter Vorträge, die 1857 unter dem Titel The treatment of social diseases erschienen. Der bekannteste dieser Vorträge behandelte The relation of the public amusements to public morality, especially of the theatre to the highest interests of humanity. Mit seinem Freund Peter Cooper plante Bellows die Gründung der 1859 eröffneten Cooper Union. 1860 veröffentlichte er Restatements of Christian Doctrin, in 25 Sermons.
Beim Ausbruch des Bürgerkriegs machte Bellows sich 1861 um die Begründung der United States Sanitary Commission verdient und stand dieser als Präsident von 1861 bis 1878 vor, ohne dabei seine Pflichten als Pfarrer zu vernachlässigen. 1866 trat er eine Reise nach Europa an, um dort die Organisation internationaler Gesundheitskommissionen zu fördern, worüber er in dem Werk The old World in its new Face: Impressions of Europe in 1867–68  (2 Bde., New York 1868–69) berichtete. Er war auch Präsident der ersten in den Vereinigten Staaten gegründeten Civil Service Reform Association (1877) und einer der Organisatoren des Union League Club sowie der Century Association in New York City. Ferner war er längere Zeit Herausgeber des unitarischen Magazins Christian Examiner sowie des Liberal Christian, des Hauptorgans der Unitarier. Er starb am 30. Januar 1882 im Alter von 67 Jahren in New York City. Eine Sammlung seiner Sermons and adresses erschien in Boston 1882. Eine bronzene Gedenktafel von Augustus Saint-Gaudens wurde 1886 in der New Yorker All Souls Church enthüllt.